# VfB Gleiwitz
VfB Gleiwitz – klub piłkarski z Gliwic powstały w 1910 roku. Jego największym sukcesem było zdobycie mistrzostwa Górnego Śląska w 1926 roku. Nie istnieje od roku 1945.

## Historia
Klub powstał w roku 1910. W 1925 awansował do grupy okręgu górnośląskiego, gdy został mistrzem podokręgu gliwickiego. Zajął w tej grupie drugie miejsce. W 1926 roku klub sięgnął po mistrzostwo niemieckiej części Górnego Śląska, w dwumeczu pokonując drużynę Beuthener SuSV (3:2, 5:1). W tym samym roku drużyna zajęła 3 miejsce w grupie Sud-Ost-Deutschland. W 1927 roku drużyna zajęła trzecie miejsce, a w 1928 i 1929 czwarte w okręgu górnośląskim. Sezon 1929/1930 drużyna ukończyła na szóstej lokacie. W kolejnych latach klub plasował się na piątej (1931), siódmej (1932) oraz piątej (1933) lokacie. W 1933 roku powstała Gauliga Śląska, a VfB uczestniczył w niej od sezonu 1935/1936, kiedy zajął 6 miejsce. W kolejnym sezonie drużyna zajęła 9 miejsce w Gaulidze i spadła do klasy A. Do Gauligi klub nigdy nie powrócił.